# Yokosuka K5Y
Yokosuka K5Y (zavezniška oznaka: "Willow", vzdevek "Aka-tombo") je dvosedežni dvokrilnik, ki ga je uporabljala Imperialna japonska mornarica med 2. svetovno vojno. Verziji K5Y2 in K5Y3 sta imeli plovce za pristajanje na vodi.
Podjetja Watanabe, Mitsubishi, Hitachi, Mornariški tehnični arzenal, Nakajima, Nippon in Fuji so skupno zgradili 5770 letal. 

## Specifikacije (K5Y1)
Podatki iz Japanese Aircraft of the Pacific War; Francillon, 1979,p=448.
Splošne karakteristike
- Posadka: 2
- Dolžina: 8,05 m (26 ft 5 in)
- Razpon kril: 11,00 m (36 ft 1 in)
- Višina: 3,20 m (10 ft 6 in)
- Površina kril: 27,7 m² (298,2 ft²)
- Teža praznega letala: 1000 kg (2205 lb)
- Maks. vzletna teža: 1500 kg (3307 lb)
- Pogon letala: 1 ×  9-valjni zračnohlajeni zvezdasti motor Hitachi Amakaze 11, 224 kW (300 KM)

 Zmogljivost 
- Maks. hitrost: 212 km/h (115 vozlov, 132 mph)
- Potovalna hitrost: 138 km/h (75 vozlov, 86 mph)
- Doseg: 1019 km (550 nmi, 633 milj)
- Višina leta: 5700 m (18700 ft)
- Čas do višine 3000 m (9845 ft): 13 min 32 sek

Oborožitev

- Strelno orožje: 1× fiksna, naprej streljajoča 7.7 mm (.303 in) Tip 97 strojnicain  1× gibajoča nazaj streljajoča  7.7 mm (.303 in) tip 92 strojnice